# Neal F. Lane

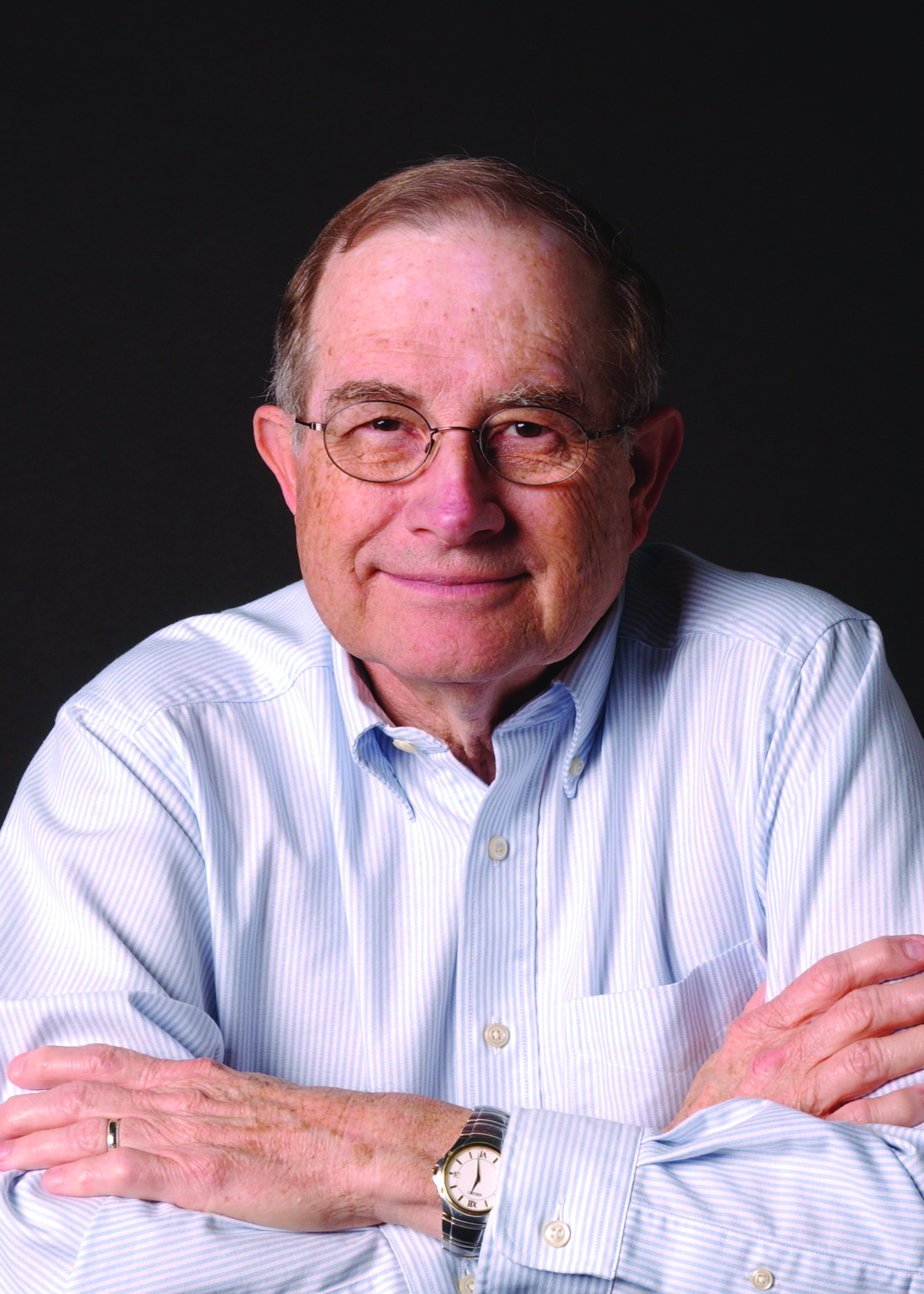
Neal F. Lane

Neal Francis Lane (* 22. August 1938 in Oklahoma City, Oklahoma) ist ein US-amerikanischer Physiker und ehemaliger Regierungsbeamter.
Lane studierte Physik an der University of Oklahoma mit dem Bachelor-Abschluss 1960 sowie dem Master-Abschluss 1962 und promovierte dort 1964 bei C. C. Lin (Dissertation: A study of certain inelastic electron-atom collision processes). Als Post-Doktorand war er an der Queen’s University Belfast bei Alexander Dalgarno und am Joint Institute for Laboratory Astrophysics in Boulder (1965/66 und später nochmals 1975/76). 1966 wurde er Assistant Professor an der Rice University, an der er 1972 eine volle Professur für Physik, Weltraumphysik und Astronomie erhielt. 1984 wurde er Kanzler der University of Colorado in Colorado Springs, wo er das Ingenieurswesen und die Naturwissenschaften ausbaute. 1986 war er wieder als Provost an der Rice University, was er bis 1993 blieb.
Er befasst sich mit theoretischer Atom- und Molekülphysik, insbesondere Streuung von Elektronen und Atomen.
1979/80 war er – in Beurlaubung von der Rice University – Direktor der Abteilung Physik der National Science Foundation (NSF) und 1993 bis 1998 in voller Zeit Direktor der NSF sowie ex officio Mitglied des National Science Board. Von 1998 bis 2001 war er Direktor des Office of Science and Technology Policy (OSTP) unter der Regierung von Bill Clinton. Als NSF-Direktor förderte er die Grundlagenforschung, unter anderem LIGO und die Amundsen-Scott-Südpolstation. Lane förderte insbesondere die Nanotechnologie.
Ab 2001 war er wieder Professor an der Rice University und Senior Fellow an dessen Baker Institute for Public Policy. 2015 ging er in den Ruhestand. 2014 stand er mit Norman R. Augustine einem Komitee der American Academy of Arts and Sciences vor, das einen Report vorlegte, der die Bedeutung der Forschung für den amerikanischen Wohlstand herausstellte (Restoring the Foundation – The Vital Role of Research in Preserving the American Dream).
Von 1967 bis 1971 war er Sloan Research Fellow (und mit diesem Stipendium 1971 an der University of Oxford). 2009 erhielt er die Public Welfare Medal der National Academy of Sciences und die K. T. Compton Medal des American Institute of Physics. 1999 erhielt er den AAAS Philip Hauge Abelson Prize und 2013 den Vannevar Bush Award. Er ist Fellow der American Physical Society, der American Academy of Arts and Sciences und der American Association for the Advancement of Science. 
Er ist seit 1960 mit Joni Sue Williams verheiratet und hat zwei Kinder.
Das Lane-Plateau in der Antarktis ist ihm zu Ehren benannt.